# ۱۰ سپتامبر
۱۰ سپتامبر دویست و پنجاه و سومین (در سال‌های کبیسه دویست و پنجاه و چهارمین) روز سال در گاه‌شماری میلادی است. ۱۱۲ روز تا پایان سال باقی‌است.

## رویدادها
- ۴۹۰ پ.م - نبرد ماراتون میان شاهنشاهی هخامنشی و دولت شهرهای یونانی
- ۱۹۱۹ - جنگ جهانی اول: انعقاد پیمان سن-ژرمن بین اتریش و متفقین

## زادروزها
- ۱۹۸۳ – آرون کمپز، دوچرخه‌سوار اهل استرالیا

## درگذشت‌ها
- ۲۱۰ (پیش از میلاد) - چین شی هوانگ، نخستین پادشاه دودمان چین

## مناسبت‌ها
- روز جهانی پیشگیری از خودکشی